# Ромиплостим
Ромиплостим (англ. Romiplostim), ранее известный как AMG531, — синтезированный белок, аналог тромбопоэтина, который регулирует производство тромбоцитов. Представляет собой Fc-пептидилированный белок (пептидное антитело), участвующий в проведении сигнала и активации внутриклеточной транскрипции посредством связывания с рецепторами тромбопоэтина и индуцирующий увеличение образования тромбоцитов. Молекула пептидного антитела состоит из Fc-фрагмента человеческого иммуноглобулина IgGl, в которой каждая одноцепочечная субъединица соединена ковалентной связью в С-конце с пептидной цепью, содержащей 2 ТПО-рецептор-связывающих фрагмента.

## Проблемы безопасности и маркетинг
Препарат разработан компанией Amgen и продаётся под торговой маркой Энплейт (англ. Nplate) в рамках программы ограниченного использования под названием Nexus.
Ромиплостим позиционируется как потенциальное лекарство для лечения хронической идиопатической (иммунной) тромбоцитопенической пурпуры (ИТП). В 2003 году ромиплостим получил от FDA статус орфанного препарата, так как хронической ИТП в США страдает менее 200 000 человек (хронической ИТП среди взрослого населения в США страдают около 60 000 человек, женщины болеют вдвое чаще мужчин). Оптовая стоимость ромиплостима при еженедельном введении в 2009 году оценивалась в US $55250 в год.
22 августа 2008 года FDA одобрила препарат ромиплостим для долгосрочного лечения хронической ИТП у взрослых, которые не ответили на другие виды лечения, такие как кортикостероиды, иммуноглобулины для внутривенного введения, Ро(D) иммуноглобулин или спленэктомия.

## Схема лечения

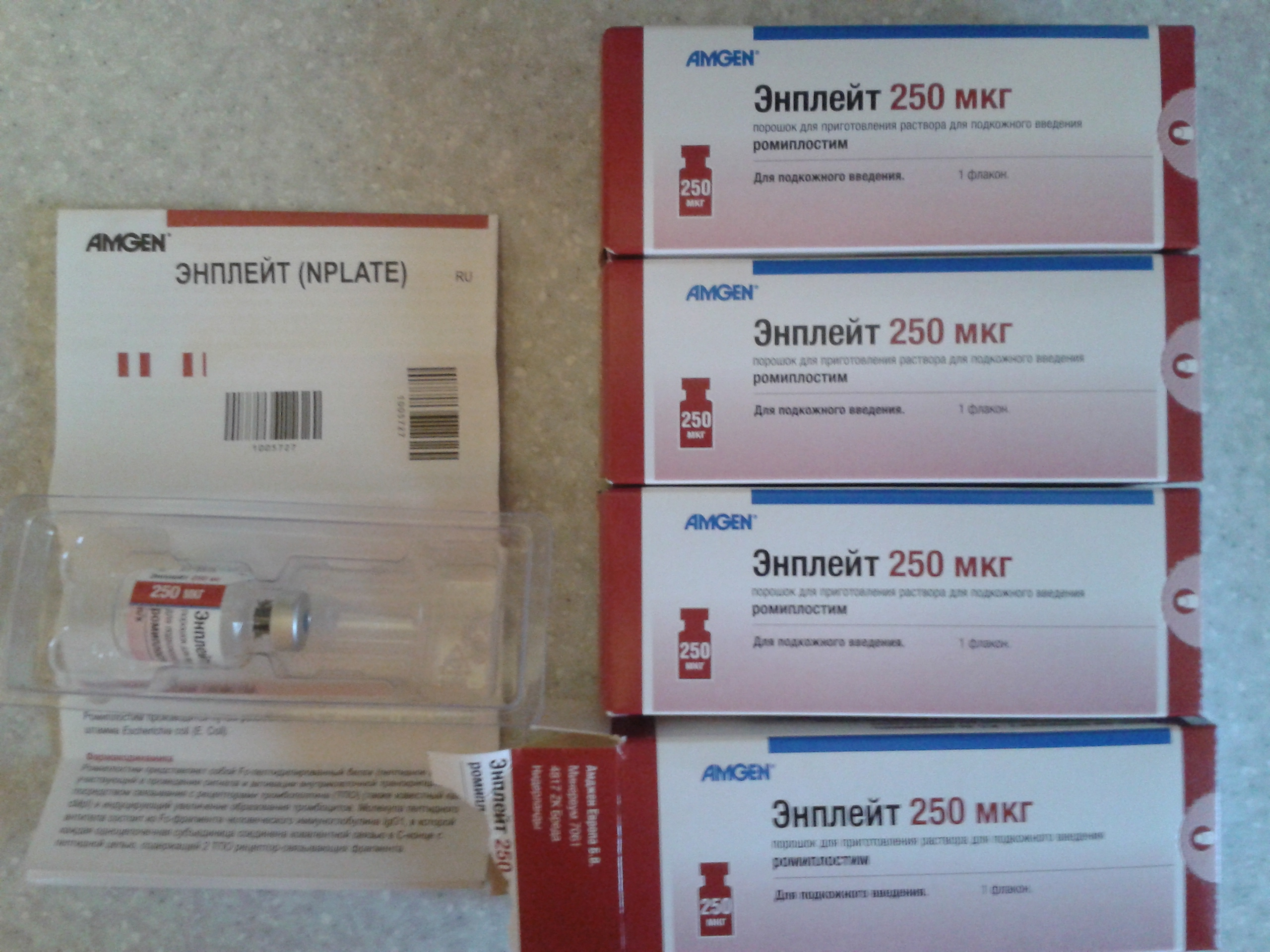
Энплейт (Ромиплостим) с русскоязычной этикеткой

Ромиплостим обычно вводят еженедельно с помощью подкожной инъекции. Перед инъекцией рекомендуется клинический анализ крови, так как дозировка зависит от индивидуальной массы тела и уровня тромбоцитов. Цель лечения — поддержание количества тромбоцитов выше 50.000 на кубический миллиметр (мм3) крови, а не достижение нормального их количества (150.000-450.000 на мм3). Если на фоне лечения ромиплостимом две недели подряд регистрируется количество тромбоцитов 200 тысяч и более, дозу следует уменьшить или прервать введение препарата до тех пор, пока количество тромбоцитов опустится ниже 200 тысяч. Прекращать применение ромиплостима нужно с большой осторожностью, так как количество тромбоцитов может резко снизиться, что может привести к геморрагическому синдрому.

## Клиническая эффективность
Аминокислотная последовательность ромиплостима не гомологична аминокислотной последовательности эндогенного тромбопоэтина. В доклинических и клинических исследованиях не отмечалось перекрёстной реакции антител к ромиплостиму с эндогенным тромбопоэтином.
В хорошо разработанных 24-недельных клинических испытаниях (фаза III), препарат ромиплостим был значительно более эффективным, чем плацебо в достижении устойчивого увеличения количества тромбоцитов у взрослых пациентов с хронической иммунной тромбоцитопенической пурпурой, перенёсших и не перенёсших удаление селезёнки.

## Побочные эффекты
Ромиплостим стимулирует преобразование мегакариоцитов в тромбоциты со скоростью больше обычной, тем самым подавляет способность иммунной системы уничтожить их. Так как это влечёт за собой изменения в костном мозге, может развиться ряд потенциально серьёзных побочных эффектов: миалгия, дискомфорт в суставах и конечностях, бессонница, тромбоцитоз, который может привести к образованию потенциально смертельным сгустков крови, и костного фиброза, который может привести к небезопасному снижению количества эритроцитов. Как и все терапевтические протеины, ромиплостим обладает потенциальной иммуногенностью. В случае подозрения на образование нейтрализующих антител следует связаться с официальным представителем компании для проведения анализа на антитела.
В клинических исследованиях в группе из 271 пациента было зарегистрировано 3 случая тромбоцитоза. У всех троих пациентов не было зафиксировано никаких клинических последствий в связи с повышением количества тромбоцитов. В той же группе пациентов зарегистрировано 4 случая тромбоцитопении после прекращения лечения. Повышение концентрации ретикулина в костном мозге было отмечено у десяти пациентов этой группы (n=271).

## В России
С 1 марта 2015 г. ромиплостим включён в Перечень жизненно необходимых и важнейших лекарственных препаратов для медицинского применения, утверждаемый распоряжением Правительства Российской Федерации.
По состоянию на октябрь 2023 года, Генериум - единственная компания, осуществившая разработку биоаналога и наладившая производство ромиплостима в России по полному циклу.